# Hans von Schönfeld
Hans von Schönfeld (* 1544 in Kleinwölkau; † 1599 in Löbnitz) war ein kursächsischer Diplomat und Hofbeamter.

## Herkunft
Er stammte aus dem sächsischen Adelsgeschlecht von Schönfeld und war der Sohn des Rittergutsbesitzers Dippolt von Schönfeld. Am Hof des Wettiner in Dresden wurde er zum Diplomaten ernannt und war als solcher mehrfach im Ausland aktiv. Nach Kursachsen zurückgekehrt erfolgte seine Ernennung zum Obersteuereinnehmer im Leipziger Kreis.
1596 vereinte er die sächsischen Rittergüter Löbnitz, Döben, Belgershain, Kleinwölkau und Sausedlitz in einer Hand. Er hinterließ 1599 sechs Söhne, die die väterlichen Rittergüter untereinander aufteilten.